# Torrejón de la Calzada
Torrejón de la Calzada és un municipi de la Comunitat Autònoma de Madrid. Limita amb Parla, Cubas de la Sagra, Torrejón de Velasco i Griñón.